# Kotuszewo
Kotuszewo (kaszub. Kòtuszewò; niem. Kutusow) – wieś kaszubska w Polsce, położona w województwie pomorskim, w powiecie bytowskim, w gminie Czarna Dąbrówka.
W latach 1975–1998 wieś administracyjnie należała do województwa słupskiego.
Wieś stanowi sołectwo gminy Czarna Dąbrówka.

## Historia
Do roku 1945 wieś znajdowała się w granicach III Rzeszy. 29 grudnia 1937 r., w ramach polityki germanizacji nazw miejscowych pochodzenia słowiańskiego, administracja nazistowska zastąpiła dotychczasową nazwę miejscowości Kutusow ahistoryczną formą Priemfelde.